# Bernardo (figlio di Carlo il Grosso)
Bernardo (876 circa – 891) fu l'unico figlio, illegittimo, di Carlo il Grosso, pretendente al trono di Alemannia.

## Origini
Bernardo era figlio illegittimo del re di Alemannia e futuro Imperatore, Carlo il Grosso e di una concubina sconosciuta di cui non si conoscono né il nome né gli ascendenti. Il padre Carlo - contro l'opinione dei maggiorenti dell'impero - avrebbe voluto legittimare con l'appoggio di papa Adriano III, senza riuscirci, per la morte del papa. Dopo la morte del padre, Carlo il Grosso, Bernardo, dall'890 sino alla morte (891), capeggiò una ribellione contro il cugino, Arnolfo di Carinzia, che era succeduto a Carlo il Grosso sul trono dei Franchi orientali.

## Biografia
Suo padre, Carlo il Grosso, - contro l'opinione dei maggiorenti dell'impero - tentò di far riconoscere Bernardo come proprio erede nell'885, ma quest'azione, pur avendo l'appoggio del papa Adriano III, incontrò l'opposizione di numerosi vescovi. Carlo allora invitò ad un'assemblea presso Worms nell'ottobre 885, papa Adriano III, che però durante il tragitto, appena attraversato il fiume Po, morì. Adriano III intendeva deporre i vescovi ostruzionisti, dal momento che Carlo dubitava che potesse farlo esso stesso per legittimare Bernardo. Sulla base dell'atteggiamento sfavorevole del cronista della continuazione magonziana degli Annales Fuldenses, il leader degli oppositori di Carlo era probabilmente Liutberto, arcivescovo di Magonza. Dal momento che Carlo il Grosso aveva convocato sia i «vescovi e i conti di Gaul» che il papa per incontrarli a Worms, sembra probabile che esso avesse pianificato di designare Bernardo come re di Lotaringia. Notker il Balbuziente, che considerava Bernardo come possibile erede, scrisse nelle sue Gesta Caroli Magni, scritti per Carlo: «Non ti dirò [Carlo il Grosso] di questo [il saccheggio ad opera dei Vichinghi dell'abbazia di Prüm] finché io non vedrò il tuo piccolo figlio Bernardo con un fodero per la spada alla coscia». Probabilmente Notker attendeva l'incoronazione di Bernardo, per vendicare il sacco di Prüm.
Dopo il fallimento di questo primo tentativo, Carlo ci provò nuovamente, apparentemente essendosi arreso all'idea di non poter avere alcun figlio dalla moglie Riccarda di Svevia; egli inserì il termine proles (figlio, discendente) nei suoi documenti come non aveva mai fatto negli anni precedenti, verosimilmente perché desiderava legittimare Bernardo. All'inizio dell'886 Carlo incontrò il nuovo papa, Stefano V, e probabilmente negoziò con esso il riconoscimento del figlio come erede. Quando Stefano V cancellò un incontro previsto a Waiblingen per il 30 aprile 887, Carlo III abbandonò i propri progetti per il figlio Bernardo.
Sempre in quell'anno, Carlo ricevette la regina di Provenza, Ermengarda d'Italia, la moglie del re effettivo di Provenza, Bosone (morto l'11 gennaio, senza essersi mai arreso all'imperatore), a cui promise protezione per il figlio, l'erede di Bosone, Ludovico, a cui garantì la successione sul trono di Provenza e, secondoTimothy Reuter, lo nominò suo erede ed, in maggio, lo adottò, a Kirchen; è comunque possibile che l'accordo con Luigi fosse stato messo in atto per cercare l'appoggio ad una investitura di Bernardo quale viceré di Lotaringia.
Dopo la morte del padre, Bernardo, che aspirava al trono di Alemannia, divenne il punto di riferimento per alcuni notabili alemanni rivoltosi; nell'890 Bernardo si ribellò contro Arnolfo di Carinzia, successore di Carlo il Grosso, e gli impedì di recarsi in Italia come richiesto da papa Stefano V. Bernardo aveva il supporto di Ulrico, conte della Linzgau e Argengau e di Bernardo, abate di San Gallo; la rivolta venne però sedata da Salomone III, vescovo di Costanza e da Hatto, abate di Reichenau. Arnolfo prese possesso dell'Alemannia in estate e ne ridistribuì le terre, mentre Bernardo, secondo gli Annales Laubacensium Pars tertia, fuggiva dalla Rezia; Bernardo venne infine ucciso da Rodolfo, conte di Rezia, nell'891 e solamente così cessarono i fermenti in Alemannia.

## Ascendenza
|                          |   |                       | Genitori            |  |  | Nonni |  |  | Bisnonni        |  |  | Trisnonni   |  |
|                          |   |                       |                     |  |  |       |  |  | Ludovico il Pio |  |  | Carlo Magno |  |
|                          |   |                       |                     |  |  |       |  |  | Ludovico il Pio |  |  | Carlo Magno |  |
|                          |   | Ildegarda             |                     |  |  |       |  |  | Ludovico il Pio |  |  |             |  |
| Ludovico II il Germanico |   |                       |                     |  |  |       |  |  | Ludovico il Pio |  |  |             |  |
|                          |   | Ermengarda di Hesbaye | Ingerman di Hesbaye |  |  |       |  |  |                 |  |  |             |  |
|                          |   | Ermengarda di Hesbaye | Ingerman di Hesbaye |  |  |       |  |  |                 |  |  |             |  |
|                          |   | Ermengarda di Hesbaye | Edvige di Baviera   |  |  |       |  |  |                 |  |  |             |  |
| Carlo il Grosso          |   | Ermengarda di Hesbaye |                     |  |  |       |  |  |                 |  |  |             |  |
|                          |   | Guelfo I              | Rotardo di Metz     |  |  |       |  |  |                 |  |  |             |  |
|                          |   | Guelfo I              | Rotardo di Metz     |  |  |       |  |  |                 |  |  |             |  |
|                          |   | Guelfo I              | Ermelinda           |  |  |       |  |  |                 |  |  |             |  |
| Emma di Baviera          |   | Guelfo I              |                     |  |  |       |  |  |                 |  |  |             |  |
|                          |   | Edvige di Baviera     | Isanbarto           |  |  |       |  |  |                 |  |  |             |  |
|                          |   | Edvige di Baviera     | Isanbarto           |  |  |       |  |  |                 |  |  |             |  |
|                          |   | Edvige di Baviera     | Thiedrada           |  |  |       |  |  |                 |  |  |             |  |
| Bernardo                 |   | Edvige di Baviera     |                     |  |  |       |  |  |                 |  |  |             |  |
|                          | … | …                     |                     |  |  |       |  |  |                 |  |  |             |  |
|                          | … | …                     |                     |  |  |       |  |  |                 |  |  |             |  |
|                          | … | …                     |                     |  |  |       |  |  |                 |  |  |             |  |
| …                        | … |                       |                     |  |  |       |  |  |                 |  |  |             |  |
|                          |   | …                     | …                   |  |  |       |  |  |                 |  |  |             |  |
|                          |   | …                     | …                   |  |  |       |  |  |                 |  |  |             |  |
|                          |   | …                     | …                   |  |  |       |  |  |                 |  |  |             |  |
| …                        |   | …                     |                     |  |  |       |  |  |                 |  |  |             |  |
|                          |   | …                     | …                   |  |  |       |  |  |                 |  |  |             |  |
|                          |   | …                     | …                   |  |  |       |  |  |                 |  |  |             |  |
|                          |   | …                     | …                   |  |  |       |  |  |                 |  |  |             |  |
| …                        |   | …                     |                     |  |  |       |  |  |                 |  |  |             |  |
|                          |   | …                     | …                   |  |  |       |  |  |                 |  |  |             |  |
|                          |   | …                     | …                   |  |  |       |  |  |                 |  |  |             |  |
|                          |   | …                     | …                   |  |  |       |  |  |                 |  |  |             |  |
|                          |   | …                     |                     |  |  |       |  |  |                 |  |  |             |  |

### Fonti primarie
- (LA)  Monumenta Germaniae Historica, tomus I.

### Letteratura storiografica
- René Poupardin, I regni carolingi (840-918), in «Storia del mondo medievale», vol. II, 1979, pp. 583–635
- (EN) Timothy Reuter (traduzione di), The Annals of Fulda, in Manchester Medieval series, Ninth-Century Histories, Volume II, Manchester University Press, Manchester, 1992
- (EN) Timothy Reuter, Germany in the Early Middle Ages 800–1056, Longman,  New York, 1991
- (EN) Simon MacLean, Kingship and Politics in the Late Ninth Century: Charles the Fat and the end of the Carolingian Empire, Cambridge University Press, 2003